# Nesotriccus ridgwayi
Nesotriccus ridgwayi (Townsend, 1895) è un uccello passeriforme della famiglia Tyrannidae proveniente dall'Isola del Cocco. È l'unica specie nota del genere Nesotriccus.